# ULTRA TOWER
ULTRA TOWER，日本樂團，成員共有四人。

## 成員
大濱 健悟（Ohhama Kengo）
主唱、吉他手、作曲
寺内 渉（Terauchi Wataru）
吉他手、作詞
平柿 優（Hiragaki Yu）
貝斯手、cho、領導人
竹内 阿理（Takeuchi Ari）
鼓手

## 樂團歷程
2007年7月
還是中學生的大濱、寺内、平柿，組成樂團。之後大濱的住所附近的竹内加入，成為4人樂團。
2007年10月
參加山葉贊助的「The 1st Music Revolution」，進入大阪決賽。
2008年10月
參加「The 2nd Music Revolution OSAKA FINAL」（關西地區）大獎獲得，11月進入「JAPAN FINAL」決賽。
2010年2月
最初發行的獨立CD「little globe」，在一個月內賣出500份。
2010.07
大濱、寺内、平柿，3人參加大學入學考，樂團活動停止。
2011.03
樂團活動再開。
2011年12月
舉辦了最初的的演唱會在京都MOJO，並動員200人。
2012年2月
第2次發行的獨立CD「巣」（包含5首歌曲）
2013年3月
舉辦演唱會在KYOTO MUSE，並動員300人。
2013年7月
インディーズSg「yellow baby/ 綺麗な歌」リリース。
2014年8月6日
發行第一張迷你專輯『太陽と月の塔』でavexよりメジャーデビュー
2015年5月13日
發行第二張迷你專輯『bluebell』，與第一張單曲『希望の唄』
2017年3月20日
以「想試試看新的環境」的理由而解散。

## 音樂作品
「希望の唄」
2015年TV版動畫食戟之靈的片頭曲

## 外部連結
- ULTRA TOWER（公式網站）
- ULTRA TOWER的X（前Twitter）
- ULTRA TOWER的Facebook專頁